# Нікола де Лоррен де Меркер
Нікола Лотаринзький (Нікола де Меркер) (фр. Nicolas de Lorraine, Nicolas de Mercœur 16 жовтня 1524, Бар-ле-Дюк — 23 січня 1577) — єпископ Меца (1543—1548) і Вердена (1544—1547), граф де Водемон (1548—1577), принц де Меркер (1563—1569), маркграф де номен (1567—1577), 1-й герцог де Меркер (1569—1577).
Другий син Антуана II Доброго (1489—1544), герцога Лотаринзького (1508—1544) і Рене де Бурбон (1494—1539), сеньйори де Меркер, дочки Жильбера де Бурбона, графа Монпансьє, і Клари Гонзага. Молодший брат Франсуа I (1517—1545), герцога Лотарингії (1544—1545).
У червні 1545 року після смерті герцога Лотарингії Франсуа I і вступу на престол його дворічного сина Карла III регентами герцогства стали Христина Данська, вдова Франсуа, і його молодший брат Нікола Лотаринзький. У листопаді 1545 року Лотарінгські збори знаті призначили Христину Данську одноосібною регенткою в герцогстві. Христина Данська, прагнучи зберегти незалежність Лотарингії, проводила дружню політику з іспанськими та австрійськими Габсбургами, протистояла впливу в герцогстві французького королівського дому Валуа.
У 1548 році Ніколя Лотаринзький отримав від свого дядька, кардинала Жана Лотаринзького, титул графа де Водемона.
У 1552 році король Франції Генріх II Валуа, який воював з імператором Священної Римської імперії Карлом V Габсбургом, відвідав Лотарингію і приєднав до королівських володінь міста Мец, Туль і Верден. У квітні того ж року Крістіна була відсторонена від управління і змушена була покинути герцогство. Лотаринзький герцог Карл III, син Крістіни, був відправлений в Париж, де виховувався при дворі французького короля. Генріх II призначив регентом Лотарингії графа Ніколя де Водемона, який перебував на цій посаді сім років (1552—1 559). Регент Ніколя Лотаринзький проводив профранцузьку політику в герцогстві. У 1559 році після повернення герцога Карла III в Нансі його дядько Нікола де Водемон позбувся поста регента.
У 1563 році у Франції Нікола Лотаринзький був проголошений князем де Меркер. У 1567 році імператор Священної Римської імперії Максиміліан II Габсбург призначив Ніколя Лотарингского, графа де Водемона, маркграфом Номен і імперським князем. У 1569 році став першим герцогом де Меркер і пером Франції. Був нагороджений французьким  Орденом Святого духа.
У січні 1577 року 52-річний Нікола Лотаринзький, 1-й герцог де Меркер, помер. Йому успадковував старший син від другого шлюбу, Філіп Еммануель Лотаринзький (1558—1602), 2-й герцог де Меркер (1579—1602).
Ніколя Лотаринзький був тричі одружений. 1 травня 1549 року одружився з Маргаритою д'Егмонт (1517—1554), дочкою графа Жана IV д'Егмонта (1499—1528), 2-го графа де Егмонта (1516—1528), і Франсуази Люксембурзької (пом. 1557), від шлюбу з якою мав сина і трьох дочок:
- Маргарита Лотаринзька (1550 і померла в дитинстві)
- Катерина Лотаринзька (1551 і померла в дитинстві)
- Генріх Лотаринзький (1552 і помер в дитинстві), граф де Шалегні
- Луїза Лотаринзька (1553—1601), з 13 лютого 1575 року дружина короля Франції Генріха III Валуа

24 лютого 1555 року одружився з Жанною Савойською, дочкою Філіпа Савойського.Мали шестеро дітей
- Філіп Еммануель Лотаринзький (1558—1602), 2-й герцог де Меркер, губернатор Бретані
- Шарль Лотаринзький (1561—1587), кардинал де Водемон, єпископ Туля і Вердена
- Жанна Лотаринзька (1563 і померла в дитинстві)
- Маргарита Лотаринзька (1564—1625), 1-й чоловік з 24 вересня 1581 року Анн де Батарне (1561—1587), герцог же Жуайез; 2-й чоловік з 31 травня 1599 року Франсуа де Люксембург (пом. 1613), герцог де Піне
- Клод Лотаринзька (1566 і помер в дитинстві)
- Франсуа Лотаринзький (1567—1596), маркіз де Шосен.

11 травня 1569 року в третій раз в Реймсі одружився з Катериною Лотарінгською (1550—1606), дочкою Клода Лотарингского (1526—1573), 2 герцога де Омаль (1550—1573), і Луїзи де Брезі (1518—1577). діти:
- Генріх Лотаринзький (1570—1600), маркіз де Мої і граф де Шаліна
- Христина Лотаринзька (1571 і померла в дитинстві)
- Антуан Лотаринзький (1572—1587), абат де Больйо і єпископ Туля
- Луїза Лотаринзька (1575 і померла в дитинстві)
- Ерік Лотаринзький (1576—1623), єпископ Вердена.